# Tupolew Tu-22
Die Tupolew Tu-22 (russisch Туполев Ту-22, NATO-Codename: „Blinder“, ursprünglich „Beauty“) ist ein sowjetischer Mittelstreckenbomber. Aus der Tu-22 wurde ab Mitte der 1960er-Jahre die stark veränderte Tupolew Tu-22M entwickelt.

## Geschichte und Beschreibung

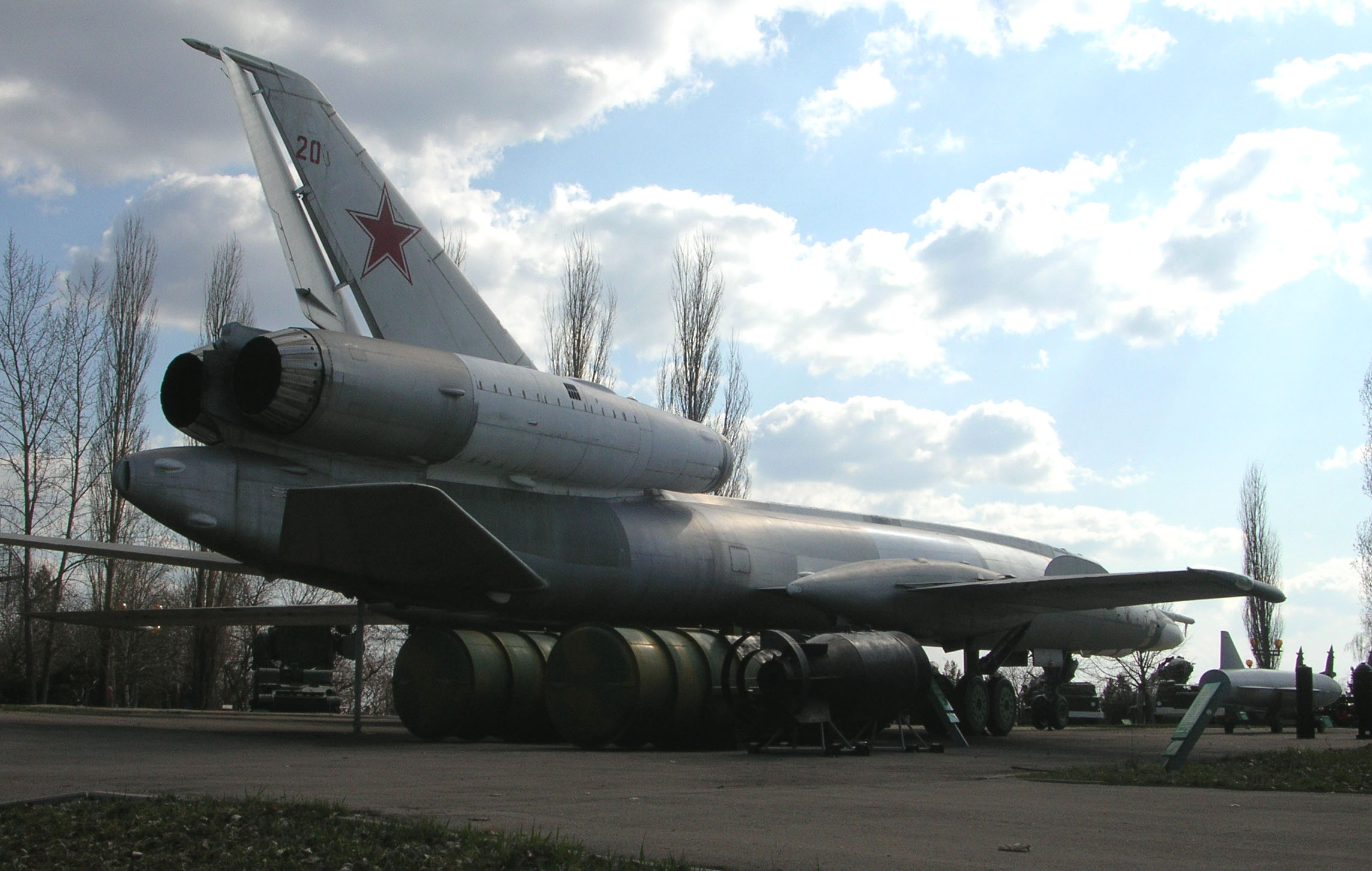
Bei der Tu-22 sind die Triebwerke über dem Rumpf an beiden Seiten des Rumpf-Seitenleitwerk-Übergangs angebracht

Die Tu-22 wurde vom Konstruktionsbüro Tupolew entwickelt und ab 1960 im staatlichen Flugzeugwerk Nr. 22 in Kasan in Serie produziert. Vorgestellt wurde das Flugzeug am 9. Juli 1961 auf der Luftparade in Tuschino. Dort war auch eine einzelne Tu-22B im Flug zu sehen, welche den Flugkörper Ch-22 tragen konnte. Es wurden etwa 250 bis 300 Exemplare verschiedener Varianten hergestellt. 1983 befanden sich ungefähr 180 Exemplare im Dienst der Luftstreitkräfte der Sowjetunion (WWS) und etwa 40 bei den Seefliegerkräften (AW-MF). Der Irak und Libyen erhielten ebenfalls einige Tu-22. Die Sowjetunion stellte ihre Tu-22 1990 außer Dienst.
Die Tu-22 wurde infolge der gesteigerten Effektivität der NATO-Flugabwehr ab Mitte der 1950er Jahre entwickelt und sollte ursprünglich der Nachfolger der Tu-16 werden. Die Sowjetunion benötigte ein schnelleres Flugzeug, das auch größere Höhen erreichen und die gegnerische Flugabwehr umgehen konnte. Daher wurde die Tu-22 ab dem zweiten Prototyp als Überschallbomber nach der Flächenregel ausgelegt. Bemerkenswert waren vor allem die mit 52° stark gepfeilten Tragflächen des Tiefdeckers und die zwei heckmontierten Triebwerke. Die Triebwerkseinlässe sind ringförmig ausgeführt und können zum Start nach vorn bewegt werden, um mit einem sich öffnenden Spalt die Lufteinlassfläche zu vergrößern. Der Treibstoff wird im Rumpf oberhalb der Tragflächen untergebracht. Das Hauptfahrwerk wird nach hinten in zwei aerodynamisch geformte Behälter eingezogen, welche über die Tragflächenhinterkante hinausragen. Aufgrund des geringen Abstands der Hecksektion zur Piste bei Start und Landung ist der Anstellwinkel begrenzt, was sehr hohe Start- bzw. Landegeschwindigkeiten erfordert, was wiederum eine Infrastruktur mit entsprechend langen Start- und Landebahnen bedingt. Zum Abbremsen nach der Landung verfügt die Tu-22 über zwei Bremsschirme am Heck. Die Besatzung besteht aus drei Mann, die in einer Druckkabine in Tandemanordnung untergebracht sind. Die Schleudersitze schossen nach unten aus. Zum Einstieg der Besatzung ins Flugzeug wurden die Schleudersitze entlang der Ausstoßschiene bis an die Rumpfunterkante nach unten gefahren und danach mit dem darauf sitzenden Piloten per Winde in die Flugposition gebracht.
Der erste Prototyp A105 verunfallte etwa zur Zeit des Erstfluges des zweiten Prototyps im September 1959. Dieser zweite Prototyp verunfallte wegen seines zum Flattern neigenden Höhenruders auf seinem siebten Flug im Dezember. Die erste Maschine der Nullserie flog 1960. 20 Flugzeuge wurden während der weiteren Entwicklung für Tests eingesetzt. Zur Reduktion des Flatterns der Flügel wurden Gewichte angebracht, welche jedoch nicht den gewünschten Effekt brachten. Die Höchstgeschwindigkeit wurde deswegen auf Mach 1,4 beschränkt. Der Serienbau verzögerte sich, da ständig Verbesserungen vorgenommen wurden, so auch wegen des Umkehr-der-Ruderwirkung-Effekts an den Querrudern. Mindestens 31 Flugzeuge gingen bei Unfällen verloren. Dank der Schleudersitze konnten sich 45 Besatzungsmitglieder retten, mehr als die Hälfte der Besatzungen starb jedoch.
Die Tu-22 hatte Probleme in Bezug auf Reichweite und Nutzlast. So war es auch im Westen keine Überraschung, dass schon Ende der 1960er Jahre mit der Tu-22M ein Nachfolgemodell der Tu-22 vorgestellt wurde.
Bei den Seefliegerkräften wurde die Tu-22 „Blinder-C“ zur elektronischen und optischen Aufklärung verwendet. Dazu waren im Bombenschacht Sensoren und Kameras installiert. Bis im Jahr 1995 war der Typ aus dem Inventar der Seefliegerkräfte verschwunden.

### Einsatz in Libyen und Irak
1972 wurde in Weißrussland eine spezielle Trainingseinrichtung für die arabischen Besatzungen sowie das Bodenpersonal eingerichtet, da es nicht erwünscht war, sie in Rjasan mit den sowjetischen Crews zu trainieren.
Libyen erhielt erstmals 1974 vierzehn Bomber des Types Tu-22B, die in der 1110. und 1120. Staffel in Al-Jufra/Hun bzw. in Ukba-Ibn-Nafi eingesetzt wurden. Bis 1979 wurden weitere zehn Tu-22B geliefert. Hintergrund der Bestellung war das Fehlen von Kampfflugzeugen im Ramadan-Krieg, die von Libyen aus israelische Ziele hätten angreifen können. Zwei Tu-22 wurden 1978/79 nach Uganda zur Unterstützung des Diktators Idi Amin im Krieg gegen Tansania geschickt und flogen vom Flugplatz Nakasangola mindestens zwei Einsätze. Ab 1978 wurden Tu-22-Bomber im Krieg gegen den Tschad eingesetzt und flogen unter anderem Einsätze gegen die Oase Faya-Largeau. Im Februar 1986 griff eine einzelne Tu-22 den Flughafen N’Djamena an. Im folgenden Krieg bombardierten Tu-22 unter anderem ehemalige libysche Basen im Norden des Tschad zur Zerstörung der dort verlorenen schweren Waffen wie in Fada. Zwei Tu-22 fielen auf der libyschen Basis beim Wadi Dum aus dem libyschen Inventar und bei einem Angriff am 8. August wurde eine Maschine abgeschossen. Beim zweiten Versuch eines Angriffs auf N’Djamena am 7. September 1987, einen Tag nach der Zerstörung von 26 Flugzeugen verschiedener Typen innerhalb Libyens durch tschadische Truppen, wurde eine Tu-22 abgeschossen.
Auch der Irak entschied sich für die Tu-22, um vom irakischen Territorium aus Angriffe gegen Israel fliegen zu können. Es wurden 1975 vierzehn Maschinen geliefert. Später wurden diese Flugzeuge im Krieg gegen den Iran eingesetzt, wobei nach iranischen Angaben mindestens eine über Teheran abgeschossen wurde. Weiterhin wurden diese Flugzeuge auch gegen kurdische Rebellen eingesetzt. Die verbliebenen irakischen Tu-22 wurden während der Operation „Wüstensturm“ am Boden zerstört.
Bis 1992 waren in beiden Ländern sowjetische Techniker vor Ort, welche nach Burdins Darstellung größtenteils die Einsatzfähigkeit erhalten hätten. Nachdem diese Berater 1992 den Irak und Libyen verließen, wurde der Flugbetrieb offenbar bald eingestellt.

## Varianten

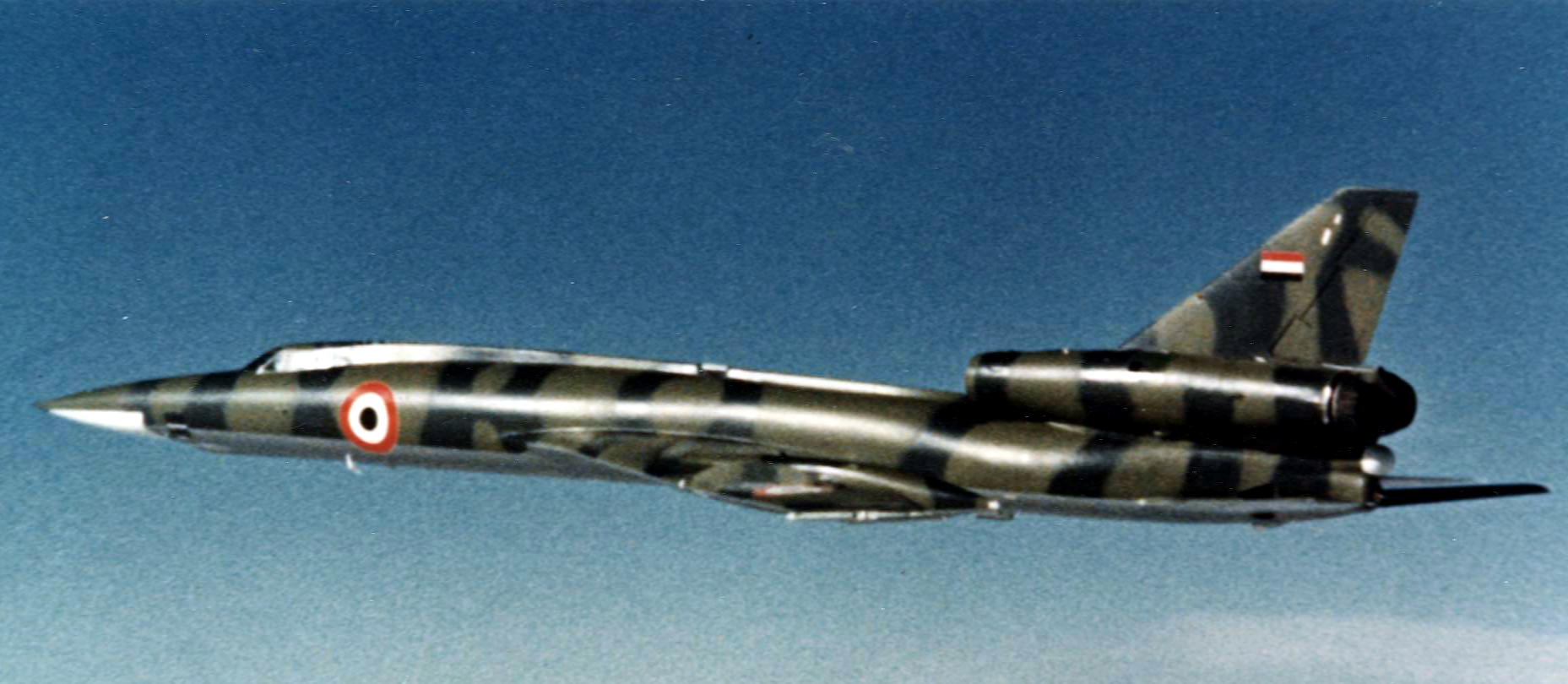
Eine libysche Tu-22B (1977)

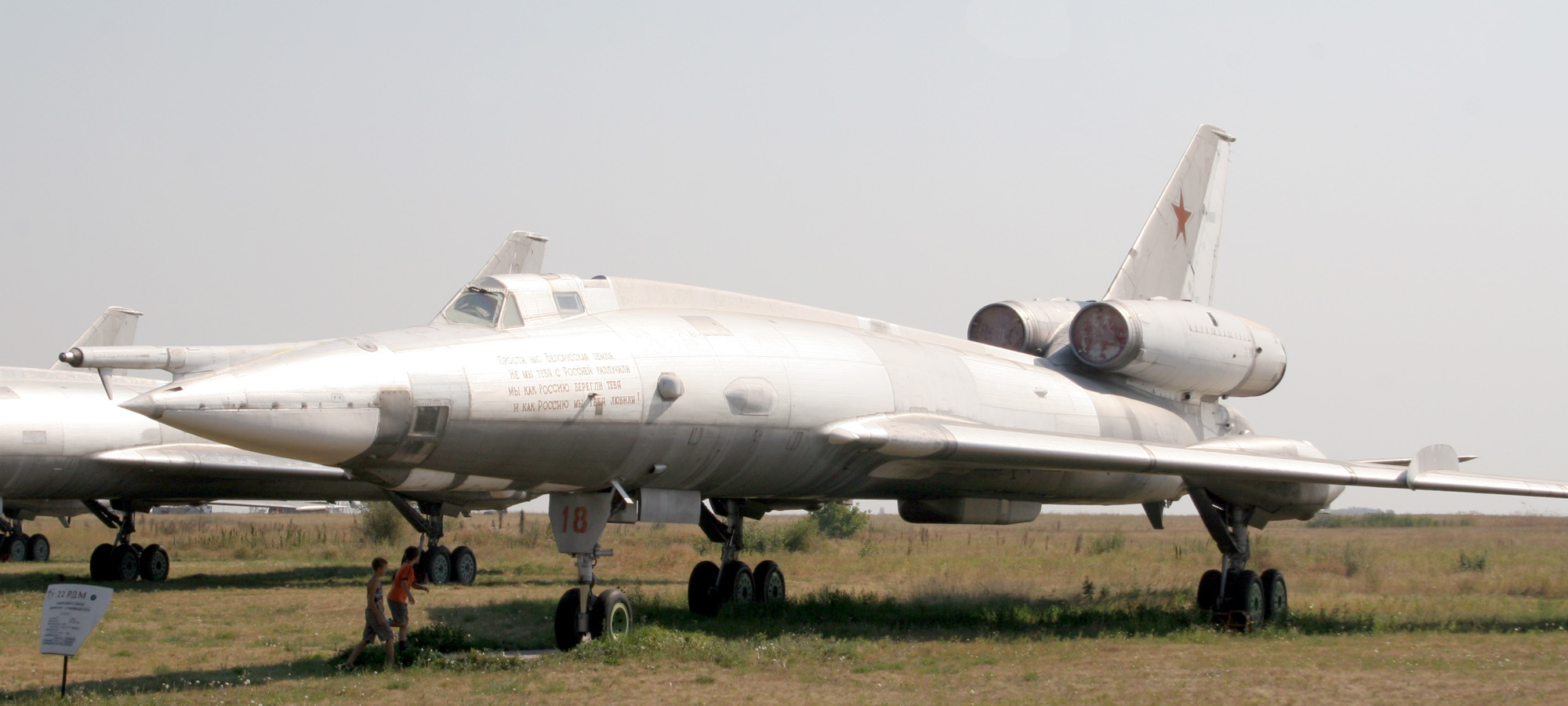
Tu-22RDM

- Tu-22: die Bezeichnung der Tu-105A bei den Streitkräften
- Tu-22A: Die Bezeichnung für R/RD-Versionen, die zum Tragen von Atombomben umgerüstet waren
- Tu-22B: Exportversion für Irak und Libyen
- Tu-22K (NATO-Codename „Blinder-B“): Raketenträgerversion mit größerem Radargerät und Luft-Boden-Lenkwaffe Ch-22
- Tu-22KD: Tu-22K mit Luftbetankungsvorrichtung
- Tu-22KP: Version mit Ch-22P-Lenkwaffe zum Niederhalten der gegnerischen Luftabwehr (NATO-Jargon: SEAD)
- Tu-22KPD: Wie Tu-22KP, jedoch mit Luftbetankungsstutzen
- Tu-22P („Blinder-E“): aus der Tu-22R entwickelte Version für die elektronische Kampfführung; Varianten waren die Tu-22P-1/2/4/6/7
- Tu-22PD: Tu-22P mit Luftbetankungsvorrichtung
- Tu-22R („Blinder-C“): Seeaufklärerversion mit Kameras und/oder Sensoren im Waffenschacht
- Tu-22RD: Tu-22R mit Luftbetankungsvorrichtung
- Tu-22RM: verbesserte Version der Tu-22R, unter anderem mit Seitensichtradar
- Tu-22RDM: Tu-22RM mit Luftbetankungsvorrichtung
- Tu-22RTK: experimentelle Version mit Hubtriebwerken Kolessow RD-36-35 zur Verkürzung der Anrollstrecke
- Tu-22U („Blinder-D“): Schul- und Übungsversion mit erhöhter Kanzel hinter der Standardkabine für den Fluglehrer
- Tu-22UD: Tu-22U mit Luftbetankungsvorrichtung

## Technische Daten

Risszeichnung der Tu-22

| Kenngröße             | Daten der Tu-22 |
| --------------------- | --- |
| Besatzung             | Pilot, Navigator (vor und unterhalb des Piloten), Bordschütze/Funker (hinter dem Piloten, rückwärts sitzend)        |
| Spannweite            | 23,50 m |
| Länge                 | 42,60 m |
| Höhe                  | 10 m |
| Flügelfläche          | 162 m² |
| Flügelstreckung       | 3,4 |
| max. Startmasse       | 92.000 kg |
| Triebwerk             | zwei Turbojet-Triebwerke Dobrynin RD-7M-2 mit je 107,9 kN (trocken) und 161,9 kN Schub mit Nachbrenner              |
| Höchstgeschwindigkeit | 1610 km/h (Mach 1,5) in 12.190 m Höhe                                                                               |
| Dienstgipfelhöhe      | 18.290 m |
| Einsatzreichweite     | 4900 km |
| Einsatzradius         | 2200 km |
| Bewaffnung            | 1 × ferngesteuerte 23-mm-Kanone NR-23 bis zu 12.000 kg Bombenlast 1 × Raduga Ch-22 (AS-4 Kitchen) Luft-Boden-Rakete |

## Bewaffnung

### Rohrbewaffnung zur Selbstverteidigung
- 1 × 23-mm-Maschinenkanone NR-23 (vom Cockpit aus ferngesteuert)

### Abwurfwaffen
Waffenzuladung von 12.000 kg im Bombenschacht
Luft-Boden-Lenkflugkörper (Marschflugkörper)
- 1 × Raduga Ch-22PG/N (AS-4A „Kitchen“) – konventioneller 900-kg-/nuklearer 1000-kT-Gefechtskopf

Ungelenkte Bomben
- 1 × FAB-9000M-54 (9000-kg-Freifallbombe)
- 1 × FAB-5000M-54 (5000-kg-Freifallbombe)
- 2 × FAB-3000M-54 (3000-kg-Freifallbombe)
- 3 × FAB-1500-2600TS (2587-kg-Freifallbombe)
- 6 × FAB-1500M-54 (1551-kg-Freifallbombe)
- 12 × FAB-500M-62 (497-kg-Freifallbombe)
- 18 × FAB-500M-54 (477-kg-Freifallbombe)
- 24 × FAB-250M-54 (239-kg-Freifallbombe)
- 24 × Basalt FAB-500M-54 (477-kg-Freifallbombe)
- 24 × OFAB-100-HB (125-kg-Freifallbombe)
- 1 × 245N – freifallende Nuklearbombe
- 1 × 7U31 (246N) – freifallende Nuklearbombe
- 1 × RDS-4T „Tatjana“ (8U69) – freifallende Nuklearbombe mit 42 kT
- 2 × RN-24 – freifallende Nuklearbombe mit 200 kT